# Sosniwka (rejon szostkiński)
Sosniwka (ukr. Соснівка) – wieś na Ukrainie, w obwodzie sumskim, w rejonie szostkińskim, w hromadzie Szałyhyne. W 2001 liczyła 658 mieszkańców, wśród których 266 wskazało jako ojczysty język ukraiński, 388 rosyjski, 3 mołdawski, a 1 osoba się nie zadeklarowała.